# Ромео и Јулија (Прокофјев)
Ромео и Јулија (рус. Ромео и Джульетта) је балет у три чина и 9 слика са прологом и епилогом Игора Стравинског (опус 64). Аутори либрета су били Леонид Лавровски, Адријан Пјотровски, Сергеј Прокофјев и Сергеј Радлов, по мотивима истоимене трагедије Вилијама Шекспира. 
Балет је у скраћеној верзији имао премијеру у 1938. у Брну. У пуној верзији је први пут изведен 1940. у Театру Киров у Лењинграду. Балетмајстор је био Леонид Лавровски, а у главној улози играла је Галина Уљанова. Балет Ромео и Јулија постао је један од најпопуларнијих балета 20. века.
Прокофјев је 1936. написао две оркестарске свите које су представљале музику за овај балет. Трећу је написао 1946. Ове свите, такође под именом Ромео и Јулија, нека су од најпопуларнијих дела овог композитора. 